# Hank Williams
Hiram King " Hank " Williams (17 tháng 9 năm 1923 - 1 tháng 1 năm 1953) là một ca sĩ-nhạc sĩ và nhạc sĩ người Mỹ. Được coi là một trong những ca sĩ và nhạc sĩ người Mỹ có dấu ấn và ảnh hưởng nhất trong thế kỷ 20, Williams đã thu âm 35 đĩa đơn (năm đĩa phát hành sau khi mất) lọt vào Top 10 của bảng xếp hạng Bán chạy nhất của Billboard Country & Western, bao gồm 11 bài hát được xếp hạng số một (ba bài được xếp hạng top sau khi mất).
Sinh ra ở Mount Olive, Hạt Butler, Alabama, Williams đã chuyển đến Georgiana cùng gia đình, nơi anh gặp Rufus Payne, một nhạc sĩ blues người Mỹ gốc Phi, người đã cho anh ta học guitar để đổi lấy bữa ăn hoặc tiền. Payne có ảnh hưởng lớn đến phong cách âm nhạc sau này của Williams, cùng với Roy Acuff và Ernest Tubb. Williams sau đó sẽ chuyển đến Montgomery, nơi anh bắt đầu sự nghiệp âm nhạc vào năm 1937, khi các nhà sản xuất tại đài phát thanh WSFA thuê anh biểu diễn và tổ chức một chương trình dài 15 phút. Anh thành lập ban nhạc chơi nền Drifting Cowboys do mẹ anh quản lý và bỏ học để dành toàn bộ thời gian cho sự nghiệp.
Khi một số thành viên ban nhạc của anh ta bị buộc phải tham gia nghĩa vụ quân sự trong Thế chiến II, Williams đã gặp rắc rối với khi tìm người thay thế họ và WSFA đã chấm dứt hợp đồng của anh ta vì lạm dụng rượu. Cuối cùng Williams kết hôn với Audrey Sheppard, người quản lý của ông trong gần một thập kỷ. Sau khi thu âm "Never Again" và "Honky Tonkin '" với Sterling Records, anh đã ký hợp đồng với MGM Records. Năm 1947, anh phát hành " Move It on Over ", bài hát trở thành hit và đồng thời tham gia chương trình radio Louisiana Hayride.
Một năm sau, anh phát hành bản cover " Lovesick Blues " được thu âm tại phòng thu Herzog ở Cincinnati, và nó đã đưa anh vào dòng nhạc đương đại. Sau khi bị từ chối một lần, Williams cuối cùng đã tham gia Grand Ole Opry. Mặc dù sáng tác, Williams không thể đọc hoặc ghi ký xướng âm nhạc ở bất kỳ mức độ nào. Trong số các bản hit anh viết là "Your Cheatin' Heart", "Hey, Good Lookin'", và "I'm So Lonesome I Could Cry".
Nhiều năm đau lưng, nghiện rượu và lạm dụng thuốc theo toa đã làm tổn hại nghiêm trọng đến sức khỏe của anh. Năm 1952, anh ly dị Sheppard và bị Grand Ole Opry sa thải vì tỏ ra không đáng tin cậy và lạm dụng rượu. Vào ngày đầu năm mới 1953, anh đột ngột qua đời khi đang trên đường đi đến một buổi hòa nhạc ở Canton, Ohio, ở tuổi 29. Mặc dù có cuộc đời ngắn ngủi, Williams là một trong những nhạc sĩ nổi tiếng và có ảnh hưởng nhất trong thế kỷ 20, đặc biệt là liên quan đến nhạc đồng quê.
Nhiều nghệ sĩ đã hát lại các bài hát Williams đã viết và thu âm. Ông đã ảnh hưởng đến Elvis Presley, Johnny Cash, Chuck Berry, Jerry Lee Lewis, Bob Dylan, George Jones, Charley Pride, và The Rolling Stones, và nhiều nghệ sĩ khác. Williams được giới thiệu vào Đại sảnh vinh danh nhạc đồng quê (1961), Đại sảnh danh vọng nhà hát (1970), và Đại sảnh danh vọng Rock and Roll (1987). Ban giám khảo giải Pulitzer năm 2010 đã trao cho ông một trích dẫn đặc biệt đáng chú ý "vì sự khéo léo của ông với tư cáchlà một nhạc sĩ thể hiện cảm xúc phổ quát với sự đơn giản sâu sắc và đóng một vai trò quan trọng trong việc biến âm nhạc đồng quê thành một thế lực âm nhạc và văn hóa lớn trong đời sống Mỹ."